# Chalmita, San Agustín Tlaxiaca
Chalmita är en ort i Mexiko.   Den ligger i kommunen San Agustín Tlaxiaca och delstaten Hidalgo, i den sydöstra delen av landet, 70 km norr om huvudstaden Mexico City. Chalmita ligger 2 442 meter över havet och antalet invånare är 653.
Terrängen runt Chalmita är lite kuperad. Runt Chalmita är det ganska tätbefolkat, med 104 invånare per kvadratkilometer. Närmaste större samhälle är Santa María Ajoloapan, 4,5 km söder om Chalmita. I omgivningarna runt Chalmita växer huvudsakligen savannskog.